# 소시니안주의

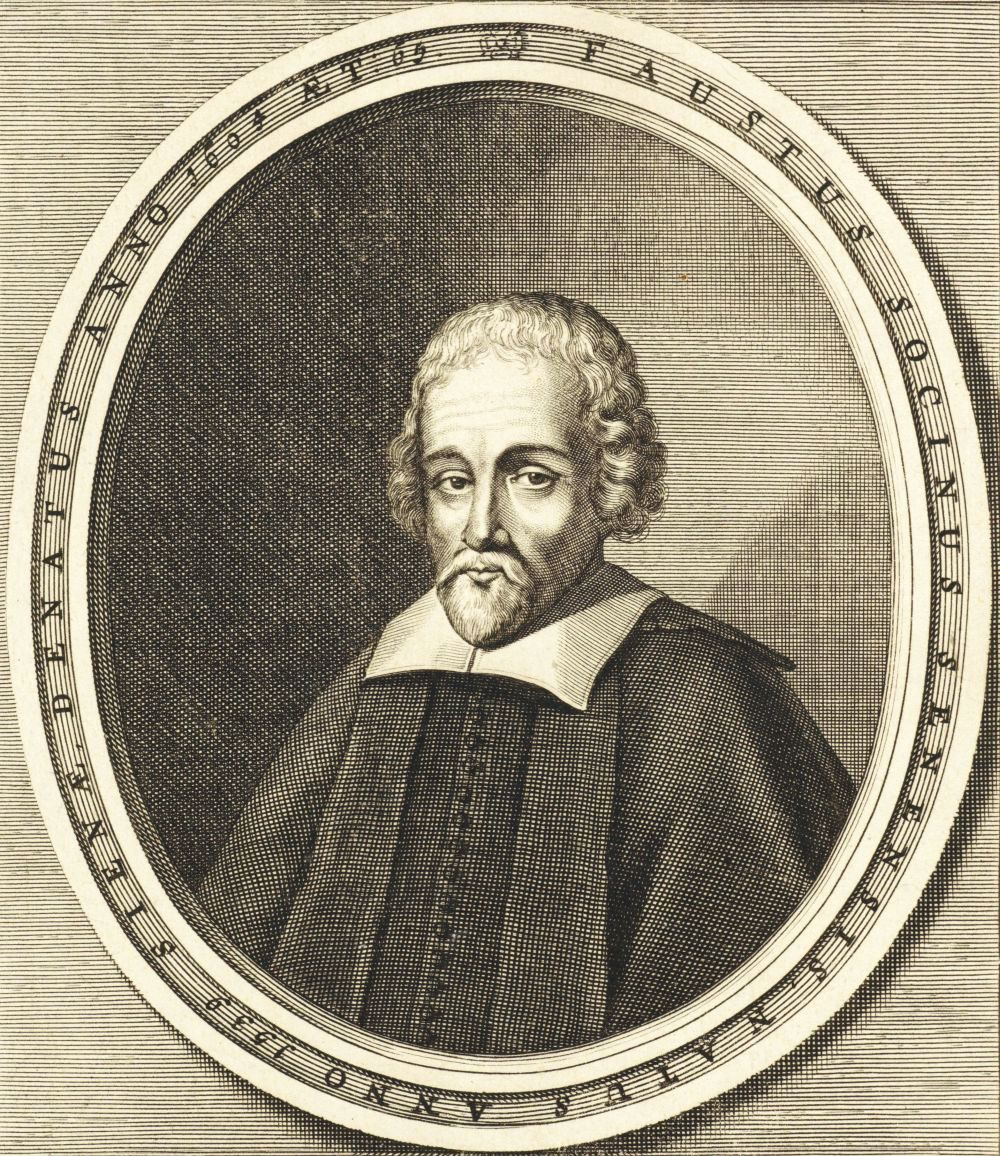
파우스토 소치니(1539-1604),의 이름을 딴 소시니안주의

소시니안주의(Socinianism (/səˈsɪniənɪzəm/)란 16세기와 17세기 폴란드 소 개혁교회안(the Minor Reformed Church of Poland )에서 폴란드 형제들에게 영항을 주었던 파우스토 소치니(Latin: Faustus Socinus)의 이름을 딴 기독교 교리체계이다. 같은 시기에 트란스베니아 유니테리안 교회에서도 활발하였다. 그들은 반삼위일체론자들이며 그리스도의 신성을 거절하였다. 

## 기원과 유래
종교개혁당시 극단적 개혁파와 1540년대의 이탈리아 재세례파운동에서 비롯되었으며, 1550년에 있었던 베니스에서의 반삼위일체 의회에서 공식적으로 시작하였다.

## 렐리오 소치니의 이론
- 삼위일체를 부인함.
- 그리스도의 창조전 존재를 부인함. (요한복음 1장 1절의 로고스가 요한일서 1장 1절의 새창조로 보고, 창세기의 창조와 다른 것으로 여김.)

## 파우스토 소치니의 발전
- 아담과 하와가 선악과 사건이전에 이미 창조될 때부터 유한한 생명을 가졌음.
- 원죄교리를 부인.
- 속죄의 화해론을 부인.
- 하나님의 속성 중 전지성(모든 것을 아심)에 대해 사람의 미래에 대한 필요한 진리(확실히 발생할 일들)는 하나님이 아시지만, 조건적 진리(일어날지 안일어날지 모르는 일들)에 대해서는 하나님도 모르심.(하나님이 모든 것을 아시면, 인간의 자유의지는 존재할 수 없기 때문임)
- A. A. 핫지는 소시니안주의가 회의주의에서 비롯된 것으로 주장함.
- 초기 소시니안주의자들은 동정녀 탄생을 믿었지만, 후기에서는 부인함.

## 소시니안주의의 후예들
- 트랜실베니아와 잉글랜드의 유니테리언 기독교인들
- 영국의 일부 유니테리언들
- 아이작 뉴턴

## 같이 보기
- 파우스토 소치니
- 존 비들
- 라코비안 요리문답